# Todd Buffa
Todd Allyn Buffa (De Pere, 27 november 1952 - 27 januari 2012) was een Amerikaanse jazzzanger en arrangeur.
Buffa studeerde aan de Universiteit van Wisconsin. In 1978 richtte hij met Gaile Gillaspie, Marylynn Gillaspie en Marguerite Juenemann de zanggroep Rare Silk op, dat hij negen jaar leidde. Het ensemble ging regelmatig op tournee en trad onder meer op in de Carnegie Hall, de Hollywood Bowl en op het Monterey Jazz festival. Het bracht enkele albums uit en werd drie keer genomineerd voor een Grammy (onder meer voor een vocale versie van Freddie Hubbard's nummer 'Red Clay'). Ook kwam hij met een soloalbum, in 2011. Verder gaf hij les aan de Universiteit van Colorado en in Green Bay. Vlak voor zijn overlijden in 2012 werkte hij aan een nieuw album, dat in 2012 moest verschijnen.

## Discografie
Solo:
- Curious Orchids, 2011

Rare Silk:
- New Wave, Polydor, 1983
- American Eyes, Palo Alto Records, 1985
- Black and Blue, TBA Records, 1986

- Gemeinsame Normdatei: 1075921295
- MusicBrainz: c939df99-ccde-4aad-a4d9-fbbd0914ea3b
- Virtual International Authority File: 317278121